# Земо-Шакшакети
Земо-Шакшакети (груз. ზემო შაქშაქეთი) — село в Грузии, на территории Карельского муниципалитета края (мхаре) Шида-Картли.

## География
Село находится в центральной части Грузии, на правом берегу реки Пца, вблизи места впадения в неё реки Западная Проне, на расстоянии приблизительно 9 километров (по прямой) к северо-западу от города Карели, административного центра муниципалитета. Абсолютная высота — 690 метров над уровнем моря.

## Население
По результатам официальной переписи населения 2014 года в Земо-Шакшакети проживало 127 человека (61 мужчина и 66 женщин). В национальной структуре населения грузины составляли 100 %.
| Год  | Население, человек |
| ---- | ------------------ |
| 2002 | 149                |
| 2014 | ↘ 127              |